# Fresno de Torote
Fresno de Torote és un municipi de la Comunitat de Madrid. Inclou la pedania de Serracines.
Fundat pel primer marquès de Santillana en el segle xv, en les obres de restauració del temple de l'Assumpció de La Nostra Senyora l'any 2000 es va descobrir en la sagristia d'un taüt que contenia les restes de Juan Hurtado de Mendoza y Luján, segon senyor de Torote.